# Karl Ludwig von Gemmingen
Karl Ludwig von Gemmingen (* 5. August 1700 in Hochberg; † 5. Dezember 1752 ebenda) war württembergischer Legationsrat und Grundherr in Hochberg.

## Leben
Er war ein Sohn des Uriel von Gemmingen (1644–1707) und der Esther Nothafftin von Hochberg († 1734). Er kam 1717 in eine Pension nach Genf und blieb dort für anderthalb Jahre, bevor er 1719 durch Savoyen nach Grenoble zog, wo er La Grande Chartreuse anlässlich eines Generalkapitels aller Kartäuserprioren besuchte. Nach weiteren Reisen durch Frankreich war er für etwa ein Jahr an der Akademie in Paris, bevor ihn ein Ruf in die Heimat erreichte. Auf dem Rückweg weilte er noch drei Wochen am Hof des Herzogs von Lothringen in Nancy, mit dem er beinahe in täglichem Kontakt stand. Nach weiteren Stationen in Halle und Hannover wurde er 1725 Kammerjunker beim württembergischen Herzog Eberhard Ludwig, unter dessen Nachfolger Karl Alexander dann bis zum Tod seiner Mutter 1734 zum geheimen Legationsrat. Anschließend widmete er sich der Verwaltung seiner Güter, wo er insbesondere durch die Verteilung von Bibeln die Religiosität der Untertanen wecken wollte. 1747 heiratete er Maria Charlotte Ernestine Schenk von Schmidburg, mit der er drei Kinder hatte, bevor er 1752 in Hochberg an der „Windwassersucht“ (einer wohl mit faulig riechendem Gasaustritt verbundene Flüssigkeitsansammlung im Bauchraum) verstarb.
Er wurde in Hochberg begraben, wo sein Grabmal neben dem seiner Mutter zur Aufstellung kam. Es trägt die Inschrift: Hier ruht der reichsfrei hochwohlgeborene Herr Herr Karl Ludwig von Gemmingen, Freyherr auf Hornberg, Hochdorf, Rappenau, Buttenhausen, Neckarzimmern, Ittlingen, Michelfeld, Ingenheim. Sr. Hfrstl. Durchl. zu Würtemberg hochbetrauter Geheimd. Legationsrath. Er war der Letzte dieses uhralten hochadeligen Hauses. Seinen Namen hatte er ohne Zweiffel a gemmis. Er war ein Edelgestein auch in der That seiner hochfreiherrlichen Geburt nach, seinen hocherlauchtenden Gaben nach. Er glänzte er schimmerte er strahlte in unverruckter trewe gegen seiner fraw Gemalin zärtlicher Liebe gegen seiner Fräulein Tochter in ausnehmender Gnade gegen seine unterthanen. Er war von Gemming in der That. Dieser Edelstein ist nun verdunkelt doch nur bey uns. Er glänzt erst recht an einem anderen ort in der obern Statt Gottes. Dort schimmert dieser Edelstein ewiglich. L. B. et D. nat. d. 5 jul. 1700 mort. d. 5 Dec. 1752. Text. fun. Jes. 38 v. 20 aet. LII.

## Familie
Er war verheiratet mit Maria Charlotte Ernestine Schenk von Schmidberg († 1794). Von seinen Kindern überlebte ihn nur die Tochter Maria Charlotte. Seine Witwe heiratete 1761 Hans Weiprecht von Gemmingen (1723–1781) zu Fränkisch-Crumbach und hatte mit diesem zwei weitere Töchter. Sie überlebte auch den zweiten Gatten und hat nach dessen Tod die Herrschaft Hochberg verkauft und stattdessen das einst im Besitz der Schmidberg befindliche Lehrensteinsfeld erworben.
Nachkommen:
- Maria Sophia Ernestine Luise († 1748)
- Maria Charlotte Esther Ernestine (1749–1793)
- Karl Ernst Christian (1750–1752)